# 会社行きたくない
『会社行きたくない』（かいしゃいきたくない、朝鮮語: 회사 가기 싫어）は、2019年4月9日から2019年7月2日まで韓国で放送されたドラマ。全12話。1話ごとに異なる社員にフォーカスをあてている。

## 主な登場人物
- キム・ドンワン : カン・ベッコ役 - 38歳。次長。超高速昇進を果たした伝説の男。
- ハン・スヨン（朝鮮語版） :  ユン・ヒス役 - 35歳。M文庫チーム長。平凡だったM文庫をリニューアルし、20-30代がよく訪れる話題のスポットにした。
- ソ・ジュヨン :  イ・ユジン役 - 26歳。3年目の会社員。高学歴高スペック
- キム・グァンス（朝鮮語版） :  ノ・ジウォン役 - 27歳。新入社員。ワーク・ライフ・バランスを第一に考える。

## 各話サブタイトル
出典：
| 話数   | 放送日  | サブタイトル                      |
| ------ | ------- | --------------------------------- |
| 第1話  | 4月9日  | 部長の席には 配線が通っていない   |
| 第2話  | 4月16日 | 私は説教屋か？ それとも先輩か？   |
| 第3話  | 4月23日 | 給料はあなたが 耐えた苦痛の代価だ |
| 第4話  | 4月30日 | 噂によるバタフライ効果            |
| 第5話  | 5月7日  | スーパーウーマンはいない          |
| 第6話  | 5月14日 | リーダーは初めてなので            |
| 第7話  | 5月21日 | あなたは尊重されていますか？      |
| 第8話  | 5月28日 | 会社が あなたを解雇する 101の理由 |
| 第9話  | 6月11日 | 何のために必死に働くのか          |
| 第10話 | 6月18日 | コピー機以外の誰もが 知っている話 |
| 第11話 | 6月25日 | 仕事か私生活か それが問題だ       |
| 第12話 | 7月2日  | 会社に行きたくない理由は お金？   |